# Aspidoparia ukhrulensis
Aspidoparia ukhrulensis är en fiskart som beskrevs av Selim och Vishwanath 2001. Aspidoparia ukhrulensis ingår i släktet Aspidoparia och familjen karpfiskar. IUCN kategoriserar arten globalt som otillräckligt studerad. Inga underarter finns listade.